# 尼羅魚科
尼羅魚科（學名：Kneriidae）為輻鰭魚綱鼠鱚目的一科，分佈於非洲的淡水水域中。

## 分類
尼羅魚科下分4個屬：

### 尼羅魚屬（Cromeria）
- 尼羅魚（Cromeria nilotica）
- 西方尼羅魚（Cromeria occidentalis）

### 油奈氏魚屬（Grasseichthys）
- 嘉寶油奈氏魚（Grasseichthys gabonensis）

### 克奈魚屬（Kneria）
- 安哥拉克奈魚（Kneria angolensis）
- 安氏克奈魚（Kneria ansorgii）
- 大耳克奈魚（Kneria auriculata）
- 卡坦克奈魚（Kneria katangae）
- 海氏克奈魚（Kneria maydelli）
- 少鱗克奈魚（Kneria paucisquamata）
- 波氏克奈魚（Kneria polli）
- 魯氏克奈魚（Kneria ruaha）
- 魯夸湖克奈魚（Kneria rukwaensis）
- 肖氏克奈魚（Kneria sjolandersi）
- 史氏克奈魚（Kneria stappersii）
- 烏魯克奈魚（Kneria uluguru）
- 威氏克奈魚（Kneria wittei）

### 副克奈氏魚屬（Parakneria）
- 短副克奈氏魚（Parakneria abbreviata）
- 金馬倫副克奈氏魚（Parakneria cameronensis）
- 副克奈氏魚（Parakneria damasi）
- 福圖副克奈氏魚（Parakneria fortuita）
- 野副克奈氏魚（Parakneria kissi）
- 拉迪副克奈氏魚（Parakneria ladigesi）
- 勒非副克奈氏魚（Parakneria lufirae）
- 大頭副克奈氏魚（Parakneria malaissei）
- 雲斑副克奈氏魚（Parakneria marmorata）
- 莫桑比克副克奈氏魚（Parakneria mossambica）
- 斯氏副克奈氏魚（Parakneria spekii）
- 坦贊副克奈氏魚（Parakneria tanzaniae）
- 小眼副克奈氏魚（Parakneria thysi）
- 維爾副克奈氏魚（Parakneria vilhenae）